# Begraafplaats van Puisieux
De Begraafplaats van Puisieux is een gemeentelijke begraafplaats in de Franse gemeente Puisieux in het departement Pas-de-Calais. De begraafplaats ligt aan de zuidoostelijke rand van het dorpscentrum, langs de weg naar Miraumont.

## Britse oorlogsgraven
Op de begraafplaats bevinden zich drie Britse oorlogsgraven uit de Tweede Wereldoorlog. De graven zijn geïdentificeerd en worden onderhouden door de Commonwealth War Graves Commission. In de CWGC-registers is de begraafplaats opgenomen als Puisieux Communal Cemetery.